# Ataše
Ataše (fr. attaché, šp. agregado) najniže je zvanje u diplomatskoj hijerarhiji. Ono je prvo zvanje kojem se priznaje diplomatski status. Obično se dodeljuje mlađim osobama – početnicima, koji tek započinju svoju diplomatsku karijeru.
Kada se govori o atašeu, valja razlikovati atašea – početnika u diplomatskoj profesiji, od atašea – člana diplomatske misije, koji ima posebnu stručnu i tehničku spremu i kao takav je pridodan misiji da direktno sarađuje sa šefom misije u svojoj oblasti, pa obično ima i visoki rang. Tako, na primer, postoji vojni ataše, ataše za kulturu, ataše za saradnju s medijima, trgovinski ataše i slično.